# Uacari calb
Uacari calb o uakari calb (Cacajao calvus), és un primat de la família Pitheciidae que viu a la conca amazònica del Brasil, el Perú i Colòmbia. Els seus noms es deuen al color vermell del cap al qual no té pèls i, per tant, sembla calb.
El seu cos fa de 36 a 57 cm de llargada i la cua de 14 a 16 cm El pelatge és espès de color bru, grisaci o blanquinós. El mascle pesa entre 3 i 4 kg, la femella entre 2,5 i 3 kg. Els seus ullals el permeten obrir closques gruixudes.
Viu en grups de 5 a 55 individus, s'aparellen entre octubre i maig, les femelles pareixen normalment un sol cadell. S'alimenta de fruits, llavors, fulles, flors i invertebrats.

## Subespècies
N'hi ha quatre:
- Cacajao calvus calvus - uacari blanc
- Cacajao calvus rubicundus - uacari calb
- Cacajao calvus ucayalii - uacari de l'Ucayali
- Cacajao calvus novaesi - uacari calb nou